# Karl Schlesinger
Karl Schlesinger (19 d'agost, 1813 - Viena (Àustria), 18 de gener, 1871), fou un violoncel·lista austríac, professor. Nebot del violinista Martin Schlesinger (1751-1818).
Des de 1838 va ser solista de les orquestres del Teatre Nacional de Pest i després de l'Òpera Imperial de Viena. El 1849-1855. va tocar a la primera formació del "Quartet Helmesberger" (abans, des de 1845, va actuar com a part del seu predecessor, el quartet dirigit per Leopold Jansa). També va actuar com a solista -en particular, el mes de novembre de 1857 va fer l'estrena del Concert per a violoncel op. 33 de Robert Volkmann dedicat a ell. Aquest concert havia estat compost el maig de 1853, però a causa de la malaltia de Schlesinger no es va poder estrenar fins aquesta data.
Des de 1862 va ser professor de violoncel al Conservatori de Viena (entre els estudiants de Schlesinger hi havia, en particular, Reinhold Gummer, Joseph Sulzer, Karl Udel i Louis Spitzer).
El germà gran de Schlesinger, Emanuel (1802–1875) va ser violinista a l'Òpera Imperial de Viena i professor de música.